# Monte Celio

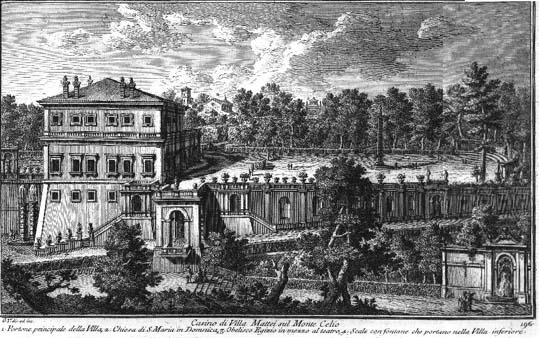
La Villa Celimontana en el Monte Celio según un grabado de Giuseppe Vasi, 1761.

La colina de Celio o monte Celio (en latín, Collis Caelius) es una de las siete colinas de Roma. Su extensión oriental tenía el nombre de Celiolo (Caeliolus).
Bajo el reinado de Tulio Hostilio, la población del Lacio de Alba Longa fue forzada a establecerse en el monte Celio. La tradición que narra Tito Livio cuenta que la colina recibió el nombre de Celio Vibenna, bien por establecer un campamento allí, bien porque su amigo Servio Tulio se lo dedicó en su honor a su muerte.
Durante la República fue una zona residencial de los más ricos de entre los romanos. Los trabajos arqueológicos en las termas de Caracalla han descubierto restos de magníficas villas romanas en un muy buen estado de conservación, con espléndidos murales y mosaicos. En ella se encuentra en la actualidad la basílica de San Juan y San Pablo y la antigua basílica de San Stefano Rotondo.